# Wadalde
Wadalde (Wadaldus, Vuadaldus, Guadaldus) est un évêque de Marseille, titulaire au début du IXe siècle.
Il est mal connu. On retient son nom essentiellement grâce à un document qui porte son nom, le polyptyque de Wadalde ou Descriptio mancipiorum, dans lequel certains biens de l’Église de Marseille sont recensés, et qui fut rédigé en 813-814.